# Chirostyloidea
Chirostyloidea é uma superfamília de crustáceos decápodes pertencente à infraordem Anomura. Em conjunto com a superfamília Galatheoidea agrupa os pequenos crustáceos, de morfologia algo semelhante aos lagostins, conhecidos pelos nomes comuns de sastres ou bruxas. A superfamília agrupa as famílias Chirostylidae, Eumunididae e Kiwaidae.

## Descrição
Apesar das semelhanças morfológicas com os Galatheoidea, a superfamília Chirostyloidea está do ponto de vista filogenético mais próxima dos caranguejos-eremita (Paguroidea) e dos Hippoidea do que dos Galatheoidea.
Não se conhece qualquer fóssil que possa com confiança ser atribuído aos Chirostyloidea, apesar do géneros Pristinaspina poder pertencer à família Kiwaidae ou à família Chirostylidae.

## Famílias e géneros
A superfamília Chirostyloidea inclui as seguintes famílias e géneros:
- Família Chirostylidae Ortmann, 1892
  - Chirostylus Ortmann, 1892
  - Gastroptychus Caullery, 1896
  - Hapaloptyx Stebbing, 1920
  - Uroptychodes Baba, 2004
  - Uroptychus Henderson, 1888
- Família Eumunididae A. Milne-Edwards & Bouvier, 1900
  - Eumunida Smith, 1883
  - Pseudomunida Haig, 1979
- Família Kiwaidae Macpherson, Jones & Segonzac, 2005
  - Kiwa Macpherson, Jones & Segonzac, 2005